# MTV Movie Awards 2009
MTV Movie Awards 2009 — церемония вручения кинонаград канала MTV, которая прошла 31 мая 2009 г. в здании амфитеатра Гибсон (Юнивёрсал-сити, Лос-Анджелес, Калифорния, США). Ведущим ежегодной церемонии был актёр и киносценарист Энди Сэмберг, известный по своим ролям в фильмах «Лихач», «Мартышки в космосе», «Люблю тебя, чувак».

## Исполнители
Церемония награждения прошла совместно с выступлением следующих музыкантов:
- Эминем (исполнил «We Made You» и «Crack a Bottle»);
- Kings of Leon (исполнили «Use Somebody»);
- Крис Исаак, Лиэнн Раймс, а также Форест Вайтейкер (исполнили попурри из песен «Одинокого острова» (англ. «The Lonely Island»).

## Статистика
Фильмы, получившие наибольшее число номинаций.
| Фильм                                                           | номинации |
| --------------------------------------------------------------- | --------- |
| Сумерки / Twilight                                              | 7         |
| Миллионер из трущоб / Slumdog Millionaire                       | 6         |
| Классный мюзикл: Выпускной / High School Musical 3: Senior Year | 5         |
| Тёмный рыцарь / The Dark Knight                                 | 4         |
| Особо опасен / Wanted                                           | 3         |

## Победители и номинанты
Победители написаны первыми и выделены жирным шрифтом.

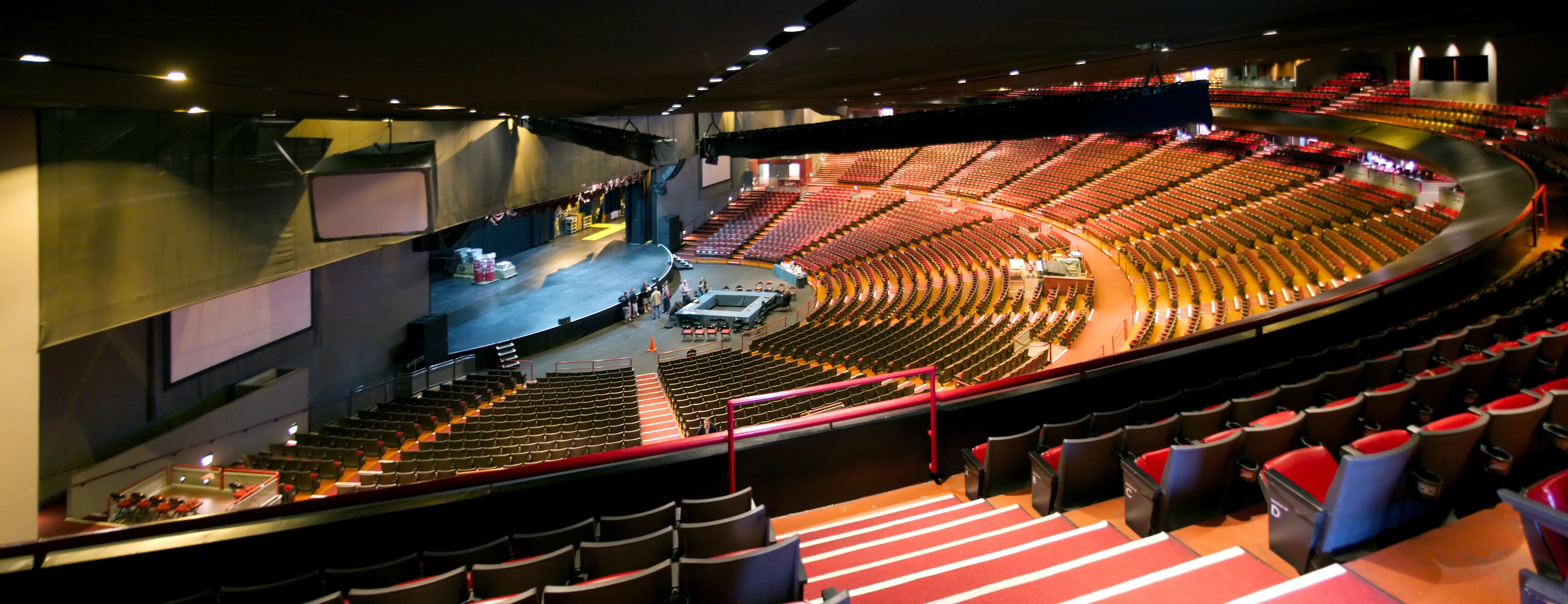
«Амфитеатр Гибсон» — место проведения шоу

### Лучший фильм
- Сумерки /Twilight/
- Железный человек /Iron Man/
- Тёмный рыцарь /The Dark Knight/
- Классный мюзикл: Выпускной /High School Musical 3: Senior Year/
- Миллионер из трущоб /Slumdog Millionaire/

### Лучшая мужская роль
- Зак Эфрон /Классный мюзикл: Выпускной/
- Кристиан Бейл /Тёмный рыцарь/
- Роберт Дауни мл. /Железный человек/
- Вин Дизель /Форсаж 4/
- Шайа Лабаф /На крючке/

### Лучшая женская роль
- Кристен Стюарт /Сумерки/
- Кейт Уинслет /Чтец/
- Анджелина Джоли /Особо опасен/
- Энн Хэтэуэй /Война невест/
- Тараджи П. Хенсон /Загадочная история Бенджамина Баттона/

### Прорыв года
Лучший актёр:
- Роберт Паттинсон /Сумерки/
- Бобби Дж. Томпсон /Взрослая неожиданность/
- Бен Барнс /Хроники Нарнии: Принц Каспиан/
- Дев Патель /Миллионер из трущоб/
- Тейлор Лотнер /Сумерки/

Лучшая актриса:
- Эшли Тисдэйл /Классный мюзикл: Выпускной/
- Аманда Сэйфрид /Mamma Mia!/
- Ванесса Энн Хадженс /Классный мюзикл: Выпускной/
- Кэт Деннингс /Будь моим парнем на пять минут/
- Фрида Пинто /Миллионер из трущоб/
- Майли Сайрус /Ханна Монтана/

### Лучшая комедийная роль
- Джим Керри /Всегда говори «Да»/
- Стив Карелл /Напряги извилины/
- Анна Фэрис /Мальчикам это нравится/
- Джеймс Франко /Ананасовый экспресс:
- Эми Полер /Ой, мамочки/

### Лучший злодей
- Хит Леджер /Тёмный рыцарь/
- Джонатон Шаех /Выпускной/
- Люк Госс /Хеллбой 2: Золотая армия/
- Дуэйн «Скала» Джонсон /Напряги извилины/
- Дерек Мирс /Пятница 13-е/

### Лучший поцелуй
- Кристен Стюарт /Роберт Паттинсон/ Сумерки/
- Шон Пенн /Джеймс Франко/ Харви Милк/
- Анджелина Джоли /Джеймс Макэвой/ Особо опасен/
- Томас Леннон /Пол Радд/ Люблю тебя, чувак/
- Ванесса Энн Хадженс /Зак Эфрон/ Классный мюзикл: Выпускной/
- Дев Патель /Фрида Пинто/ Миллионер из трущоб/

### Лучшая драка
- Сумерки /Twilight/
- Тёмный рыцарь /The Dark Knight/
- Война невест /Bride Wars/
- Ананасовый экспресс: Сижу, курю /Pineapple Express/
- Хеллбой 2: Золотая армия /Hellboy II: The Golden Army/

### Самый безумный эпизод
- Ой, мамочки /Baby Mama/
- Особо опасен /Wanted/
- Солдаты неудачи /Tropic Thunder/
- В пролёте /Forgetting Sarah Marshall/
- Миллионер из трущоб /Slumdog Millionaire/

### Лучшая песня
- Ханна Монтана: Кино /The Climb/
- Сумерки (фильм, 2008) /Decode/
- Миллионер из трущоб /Jai’Ho (You Are My Destiny)/
- Рестлер /The Wrestler/